# AD Carregado
Associação Desportiva do Carregado ist ein Fußballverein aus der portugiesischen Gemeinde Carregado nahe Alenquer im Distrikt Lissabon.
Der Verein wurde am 6. Dezember 1950 gegründet. 2009 stieg AD Carregado erstmals in die Liga de Honra (2. Liga) auf, wurde in der ersten Saison aber nur letzter und stieg direkt wieder ab.